# Richard J. Stumpf
Richard J. Stumpf (* 15. Oktober 1926 in Los Angeles, Kalifornien; † 2. Februar 2006 ebenda) war ein US-amerikanischer Ingenieur in der Film- und Fernsehbranche. Für sein Wirken wurde er mit zahlreichen Preisen ausgezeichnet, darunter mit zwei Oscars.

## Leben
Nach der Schulzeit studierte Stumpf am Occidental College und graduierte an der Universität von Kalifornien in Berkeley und erhielt 1948 einen Bachelor in Elektrotechnik.
Seine Karriere begann er beim Radiosender NBC in den Sunset & Vine Studios in Hollywood. Als NBC in die Fernsehbranche einstieg, arbeitete er in der Abteilung, die verantwortlich für die Konstruktion und den Betrieb der Sendeanlage des Channel 4 war. 1952 wurde er zur Navy einberufen und kehrte 1954 zu NBC zurück. Stumpf wechselte 1959 ins Raumfahrtprogramm der NASA, wo er drei Jahre am Mercury-Programm arbeitete. Später war er für RCA in Burbank tätig und entwickelte das erste digital kontrollierte Ton-Abmischungsverfahren.
1968 begann seine 29-jährige Karriere bei den Universal Studios. Er führte die Abteilung 14 Jahre lang als Leiter für Ton und Elektronik und ging 1997 als Vizepräsident der Entwicklungsabteilung in den Ruhestand. Während seiner Zeit bei Universal meldete er zwei Patente an.
Seit 1979 war er Mitglied der Academy of Motion Picture Arts and Sciences, wo er seit dessen Gründung 23 Jahre Mitglied im Science and Technology Council war. Stumpf war Mitglied der Society of Motion Picture and Television Engineers (SMPTE), für die er unter anderem in fünf Amtszeiten im Board of Governors saß. Die SMPTE ernannte ihn zum Life Fellow.
1975 wurde er mit dem Oscar für Wissenschaft und Entwicklung ausgezeichnet. Eine weitere Auszeichnung folgte 1982, als Stumpf den Oscar für Technische Verdienste erhielt. 1992 wurde er „für herausragende Leistungen und Hingabe bei der Aufrechterhaltung der hohen Standards der Academy of Motion Picture Arts and Sciences“ mit der Academy Medal of Commendation ausgezeichnet.
Stumpf war CTO Emeritus des Entertainment Technology Center an der University of Southern California.
Richard J. Stumpf starb Anfang Februar 2006 im Alter von 79 Jahren. Er hinterließ seine Frau Paula, mit der er 48 Jahre verheiratet war, zwei Söhne und zwei Töchter sowie sechs Enkelkinder.

## Auszeichnungen
- 1975: Oscar für Wissenschaft und Entwicklung
- 1982: Oscar für Technische Verdienste
- 1986: Samuel L. Warner Memorial Medal der SMPTE für „seine fortwährenden Bemühungen, den Filmton in Produktion und Vorführung zu erhalten und zu fördern.“[4]
- 1992: Academy Medal of Commendation
- 1997: SMPTE Presidential Proclamation Award in „Anerkennung seiner langjährigen und herausragenden Stellung und seines Ansehens in der Film- und Fernsehindustrie sowie seiner langjährigen Beiträge zur Förderung der Wissenschaft der bewegten Bilder.“[5]
- 1998: NATO Lifetime Achievement Award[6]